# 朴多溫
朴多溫或譯朴奲氲（韓語：박다온，2017年01月03日—），是一名韓國兒童男演員。

## 演藝經歷
2021年在電視劇《戀慕》，首次短暫亮相是在第三集演齊賢大君李謙的童年。
2022年在電影《高速公路家族》演出基宇的兒子張澤，初次演電影及畫面較多的配角角色。
2023年在電視劇《壞媽媽》演出李胥盡，李美珠的龍鳳胎兒子，像爸爸溫柔穩重，小大人感，不喜歡的食物也一樣。

## 演出作品

### 電視劇
| 年份   | 電視台  | 劇名               | 角色          | 備註                                                                   |
| 2021年 | KBS2    | 《戀慕》           | 齊賢大君李謙  | 童年(EP3)。                                                            |
| 2021年 | MBC     | 《衣袖紅鑲邊》     | 文孝世子      | 正祖李祘和宜嬪成氏之子(EP17)                                           |
| 2022年 | tvN     | 《軍檢察官多伯曼》 | 法庭旁觀者    | (EP14)                                                                 |
| 2022年 | ENA     | 《夏天不上班》     | 金河那        | 金春的弟弟童年(EP6)                                                    |
| 2023年 | JTBC    | 《壞媽媽》         | 李胥盡        | 李美珠的龍鳳胎兒子，睿盡的哥哥，崔強豪的兒子                           |
| 2023年 | TVING   | 《殘酷的實習生》   |               | 超市外等媽媽的6歲男孩(EP5)                                             |
| 2023年 | Netflix | 《盜賊之歌》       | 俊雄          | 山田的兒子。                                                           |
| 2024年 | MBC     | 《我們，家》       | 崔宰鎮        | 童年。                                                                 |
| 2024年 | TV朝鮮  | 《DNA Lover》      | 徐康勛        | 童年。                                                                 |
| 2024年 | MBC     | 《現在撥打的電話》 | 朴導材        | 童年。                                                                 |
| 2025年 | SBS     | 《寶物島》         | 徐東柱/秋成賢 | 童年，大山集團會長秘書室對外合作組長，是一個心思縝密、充滿野心的人。。 |
| 2025年 | SBS     | 《鬼宮》           | 夜光鬼        |                                                                        |

### 電影
| 年份   | 片名             | 角色   | 備註           |
| 2022年 | 《高速公路家族》 | 張澤   | 奇宇的兒子。   |
| 2024年 | 《變身機長》     | 韓施厚 | 韓正宇的兒子。 |

### 廣告
- 2023年：ÅLAND muunuu童裝[6]

## 外部連結
- 朴多溫的Instagram帳戶